# Mark Gottfried
Mark Frederick Gottfried (Crestline, 20 gennaio 1964) è un ex cestista e allenatore di pallacanestro statunitense.